# 1432
1432 (MCDXXXII) je bilo prestopno leto, ki se je po julijanskem koledarju začelo na torek.

## Dogodki
- Džalaridi

## Rojstva
- 30. marec - Mehmed II. Osvajalec († 1481)

## Smrti
- Gjalcab Dže, tibetanski lama (* 1364)